# Comarques de Guipúscoa

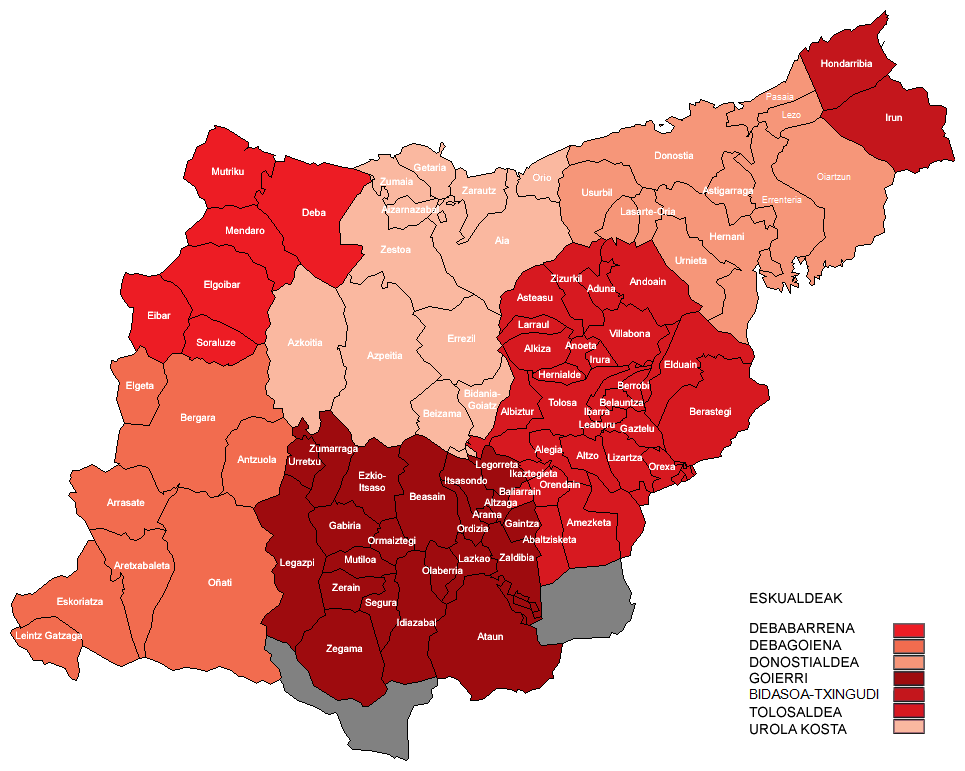
Comarques de Guipúscoa

Les comarques de Guipúscoa estan determinades principalment per l'orografia del terreny i segueixen a grans trets les valls que formen els principals rius guipuscoans. Són sis els rius principals que drenen el territori guipuscoà, d'est a oest: 
- El Bidasoa, encara que solament és guipuscoà en el tram final i en una de les seves ribes.
- L'Oiartzun, que és el més curt dels sis, ja que neix molt prop de la costa.
- L'Urumea, que neix en Navarra i solament passa per Guipúscoa en el seu tram mitjà-baix.
- L'Oria.
- L'Urola.
- El Deva.

## Comarques naturals
La divisió més habitual divideix la província de Guipúscoa en aquestes set comarques: 
- Baix Bidasoa (en basc: Bidasoa-Txingudi): Comprèn les localitats frontereres d'Irun i Hondarribia situades en la desembocadura del riu Bidasoa i al voltant de la Badia de Txingudi. És una comarca transfronterera que inclou la veïna localitat lapurditarra d'Hendaia.
- El Donostianès o la Comarca de Donòstia (en basc: Donostialdea). Comprèn la capital, Donòstia i les poblacions del seu entorn. Aquí es concentra gairebé la meitat de la població de la província amb localitats com Hernani, Lasarte-Oria, Pasaia i Errenteria. Inclou la vall de l'Oiartzun, el tram guipuscoà de l'Urumea i un tram mitjà-baix de l'Oria, encara que no la seva desembocadura.
  - De vegades se sol desmembrar del Donostianès una subcomarca anomenada Oarsoaldea, que inclou les poblacions situades en l'entorn de la Badia de Pasaia (Pasaia, Errenteria) i a la vall de l'Oiartzun.
- Tolosà o la Comarca de Tolosa: Situat en el tram mitjà de la vall del riu Oria. Gravita entorn de la vila de Tolosa, antiga capital de la província.
- Goierri: el seu nom vol dir Terra Alta en basc i és el nom que tradicionalment rep la conca alta del riu Oria, encara que aquesta comarca sol incloure per extensió també la part alta de la vall del riu Urola. Se sol dividir en dues subcomarques: 
  - El Goierri pròpiament dit que es correspon amb la conca alta del riu Oria. La principal població és Beasain.
  - L'Alt Urola o Urola Garaia, format per la conca alta del riu Urola. La principal població és Zumarraga.
- Urola-Costa (en basc: Urola-Kosta) Aquesta comarca està formada per: 
  - El tram central de la costa guipuscoana, entre les desembocadures de l'Oria i l'Urola, on destaca la localitat de Zarautz.
  - La conca mitjana i baixa del riu Urola, Urola Mitjà ( basc: Urola Erdia), on es troben Azkoitia i Azpeitia.
- El Baix Deba (en basc: Debabarrena), on estan les localitats d'Eibar i Elgoibar. La localitat biscaïna d'Ermua també sol ser inclosa de vegades com a part d'aquesta comarca.
- L'Alt Deba (en basc: Debagoiena), on estan Bergara, Mondragón i Oñati.